# Callippus van Cyzicus
Callippus van Cyzicus (Grieks: Κάλλιππος; Cyzicus, ca. 370 v. Chr. - 300 v. Chr.) was een Grieks astronoom en wiskundige.

## Leven en werk
Hij was afkomstig uit Cyzicus aan de Zee van Marmara en kreeg zijn opleiding van de Babylonische astronoom Kidinnu. Nadien schreef hij zich in aan de Academie van Plato in Athene, waar hij onder meer van Eudoxus onderricht kreeg. Ook Aristoteles behoorde tot zijn leermeesters en later werkte hij aan diens zijde in het Lyceum.
Als leerling van Eudoxus, die 27 homocentrische sferen gebruikte om de beweging van de toenmalige planeten te beschrijven, zette Callippus diens werk voort. Hij kon daarbij rekenen op de kennis van de Babyloniërs, nadat Callisthenes een vertaling had bezorgd van hun eeuwenoude astronomische dagboeken. Callippus voegde zeven bijkomende sferen toe aan de 27 van Eudoxus: twee voor de zon, twee voor de maan en een voor Mercurius, Venus en Mars. Dit systeem werd overgenomen door Aristoteles, zij het na toevoeging van compenserende sferen.
Daarnaast zorgde Callippus voor een betere lunisolaire kalender op basis van de naar hem genoemde Callippische Cyclus. Diens 76-jarige verloop liet een grotere nauwkeurigheid toe dan de 19-jarige Cyclus van Meton. Hij maakte een onderscheid tussen rotaties en dagen, wat kennis van precessie impliceert. Zijn cyclus, die begon op 28 juni 330 v.Chr., werd aangenomen door de Atheners en de Macedoniërs. Nadien drong hij door tot Azië, waar hij de plaats innam van de oude zonnecyclus van de Chaldeeërs. Het Mechanisme van Antikythera, een proto-computer, lijkt eveneens de Callippische Cyclus te gebruiken.
Niet alleen de lengte van het jaar, maar ook dat van de seizoenen was onderwerp van zijn studie. Na zorgvuldige meting concludeerde Callippus dat, gerekend vanaf de lente-equinox, de seizoenen respectievelijk 94, 92, 89 en 90 dagen lang waren. Als verklaring voor deze variatie opperde hij dat de zon geen constante snelheid had (de zogenaamde solaire anomalie).
Callippus wordt vermeld in de Eudoxus Papyrus en in het werk van Geminus, Plinius de Oudere en Claudius Ptolemaeus. Ook de Byzantijn Lydus en de moslimgeleerde Al-Biruni baseerden zich op hem.

## Eerbetoon
Op de maan zijn een krater en de vlakbijgelegen Rima Calippus naar hem vernoemd.

## Antieke bronnen
- Aristoteles, Metafysica, XI-XII
- Simplicius van Cilicië, In Aristotelis libros de Caelo commentarii